# Qishi, Guangxi
Qishi (kinesiska: 奇石, 奇石乡) är en socken i Kina. Den ligger i den autonoma regionen Guangxi, i den södra delen av landet, omkring 150 kilometer öster om regionhuvudstaden Nanning. Antalet invånare är 23802. Befolkningen består av 11 502 kvinnor och 12 300 män. Barn under 15 år utgör 30 %, vuxna 15-64 år 60 %, och äldre över 65 år 8,0 %.
Genomsnittlig årsnederbörd är 2 190 millimeter. Den regnigaste månaden är juni, med i genomsnitt 361 mm nederbörd, och den torraste är oktober, med 42 mm nederbörd.